# Турмелен, Эдмунд
Эдмунд Густаф Турмелен (швед. Edmund Gustaf Thormählen; 21 июля 1865, Гётеборг — 13 ноября 1946, Кунгсбакка, Халланд) — шведский яхтсмен, серебряный призёр летних Олимпийских игр 1908.
На Играх 1908 в Лондоне соревновался в классе 8 метров. Его команда стала в итоге второй, выиграв одну гонку.